# Lara (Byron)
Lara (1814) je romantická lyricko-epická veršovaná poema (byronská povídka) anglického básníka lorda Georga Gordona Byrona. Jde o čtvrtou z řady Byronových poem, pro které se pro jejich orientální motivy vžil název Turecké povídky (Turkish Tales). Poema se skládá ze dvou zpěvů.

## Vznik a charakteristika poemy
Práci na poemě začal Byron 15. května roku 1814, ukončil ji 23. června toho samého roku. Vydána pak byla londýnským nakladatelem Murraym 6. srpna. Dílo vyšlo anonymně společně s výpravnou básní Samuela Rogerse Jacqueline bez jakéhokoliv náznaku, že kniha obsahuje díla dvou různých autorů. I přes autorovu anonymitu dosáhl příběh obrovského úspěchu, byl třikrát v rychlém sledu dotištěn a prodalo se ho téměř sedm tisíc výtisků. Tato vydání byla opět anonymní a obsahovala opět obě dvě díla. Teprve v dalším vydání vyšla báseň pod Byronovým jménem a samostatně.
Jméno hlavní postavy poemy, šlechtice Lary, je sice španělského původu, ale sám Byron určil jako místo děje Moreu, což je název poloostrova Peloponés v jižním Řecku používaný během středověku a raného novověku. Toto umístění skutečně odpovídá chybějící ústřední vládě a téměř úplnému rozvratu vnitřních poměrů v tehdejším Řecku.
Poema Lara je často považována za pokračování autorovy poemy Korzár. Lara je ztotožňován s korzárem Konrádem a jeho páže Kaled je považován za Gulnáru, ženu, která Konráda miluje.

## Obsah poemy

### První zpěv
Šlechtic Lara, který je stižen jakousi tajemnou vinou, se po dlouhé nepřítomnosti nečekaně vrací domů na své panství pouze v doprovodu pážete Kaleda. Lara pohrdá okolním světem, je rezervovaný a povýšený, a ačkoliv se společnosti přímo nevyhýbá, zůstává pro své okolí cizím. Jeho život je poznamenán tím, že záhy osiřel a prožil zpustlé mládí. Jednoho dne pak zmizel v cizině (v Orientu) a nikdo o něm neměl žádné zprávy.  
Po jeho návratu jsou za jedné měsíční noci Larovi služebníci probuzeni strašným výkřikem z jeho ložnice a najdou jej ležícího na zemi a v bezvědomí. Lara je oživen Kaledem a mluví spolu cizím jazykem. Larovi sluhové jsou přesvědčeni, že jejich pán viděl nějaké pekelné zjevení a že výkřik vydalo něco nelidského.
Když se Lara zúčastní slavnosti, kterou na svém hradě pořádá místní hodnostář, hrabě Otho, pozná jej sir Ezzelin, Othův příbuzný, a obviní jej, že se během svých cest dopustil zločinů. Jejich hádku ukončí Otho tím, že se mají oba ráno k němu dostavit za účelem vyšetřování a případného vyřešení svého sporu soubojem. Lara souhlasí a opustí slavnost spolu s Kaledem. Sir Ezzelin brzy poté také odchází. 

### Druhý zpěv
Příští den ráno se shromáždí místní šlechtici na Othově hradě, aby si vyslechli Ezzelinovo obvinění a Larovu obranu. Na rozdíl od Lary se ale Ezzelin neobjeví. Po rozzlobené výměně názorů Lara Otha vyzve, aby s ním bojoval místo svého příbuzného. Otho je v souboji rychle přemožen a Lara jej po zásahu ostatních šlechticů ušetří.
Když se zjistí, že Ezzelin se z Othovy slavnosti domů vůbec nevrátil, padne podezření na Laru, že se ho násilně zbavil. Nelítostný Otho podněcuje zbytek šlechty, aby Laru postavili před soud. Lara se v úmyslu, aby se buď zachránil, nebo se ctí padl, ujímá vrstev utlačovaného rolnictva drceného povýšenou šlechtou, vedle níž král v zemi vládne pouze podle jména. Vezme věc rolnictva za svou a postaví se do čela povstalců.

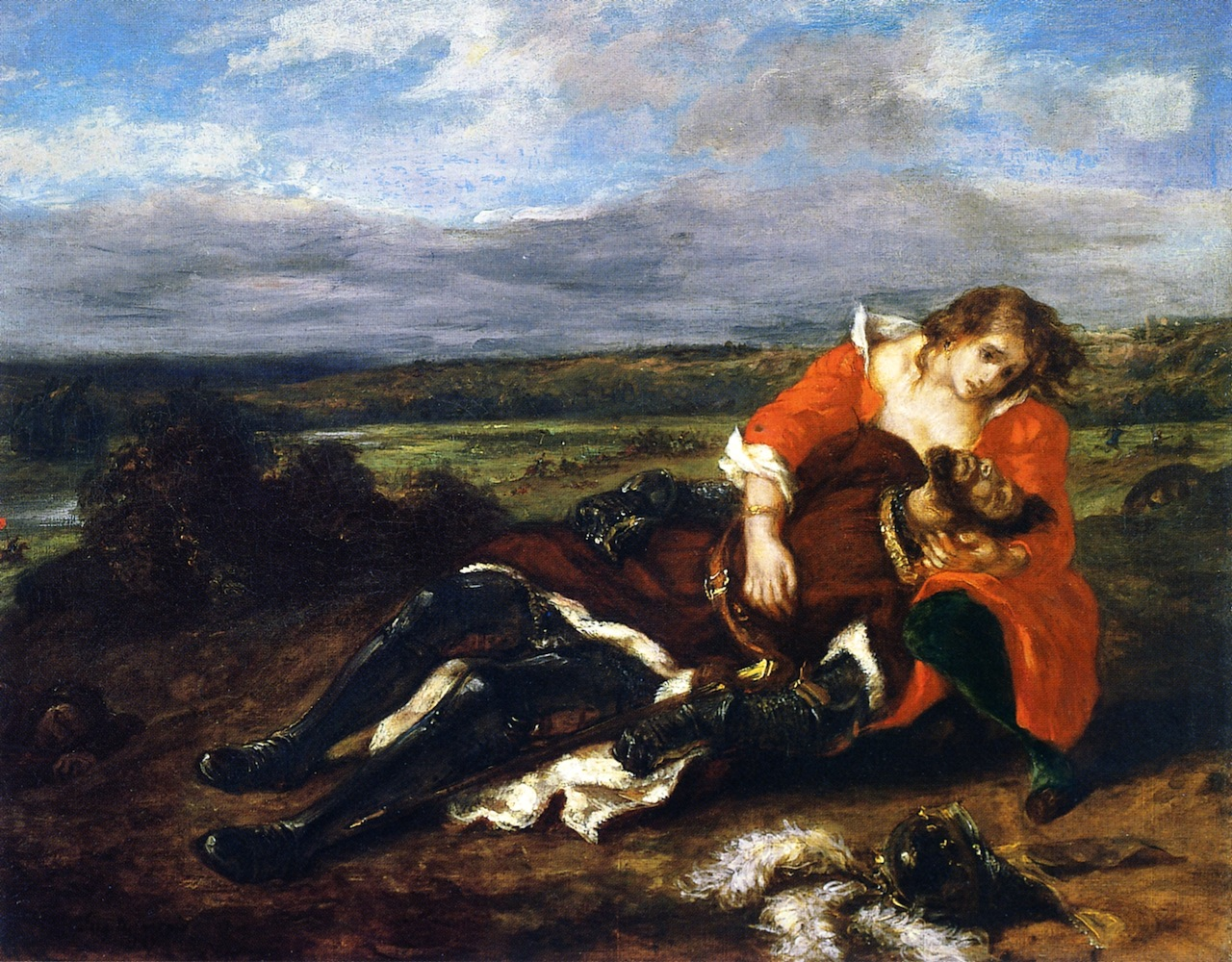
Larova smrt, obraz (olej na plátně) Eugèna Delacroixe z let 1847-1848.

Povstalci jsou po několika prvotních vítězstvích pod Larovým vedením tak nadšeni, že se z nich stane neukázněná chátra, která nadále Laru neposlouchá. Porážky a dezerce zmenšily následně Larovu armádu na malou, ale věrnou skupinu, se kterou chce Lara prchnout do jiné země. Na samé hranici jsou však dopadeni. V nastalé bitvě Larova skupina díky jeho přičinění začíná nad Othovými vojáky vítězit, když v tom je Lara těžce zraněn šípem, což vítězství obrátí v porážku. 
Kaled snese Laru z koně pod lípu mimo bojiště, kde Lara v jeho náručí umírá. Kaled omdlí, a když se jej Othonovi vojáci snaží vzkřísit uvolněním šatu na hrudi, zjistí, že jde o ženu. Ta se zdráhá opustit Larův hrob vytvořený na místě, kde padl, a jeho památce zasvětí celý svůj další život. Po smrti je pochována poblíž něho.
A Kaled? – Dívka – odpor kladla všem,
nechtějíc z míst, kde vůdce kryla zem.
Duch onen hrdý hořem poklesal, 
nemělať slz, bylť němý její žal.
A často pod tím stromem stanula, 
kde Laru mroucího v klín vinula, 
zvuk jeho řeči, zrak si kouzlí zpět,
i ruky stisk, když jal ji naposled.
A vyhublou tvář kryjíc dlaněmi, 
kés divné znaky kreslí po zemi; 
teď spí blíž něho, – dost té hořkosti! 
neznámá světu, – vzácná věrností..
V závěru poemy se vypráví o tom, jak místní venkovan, který šel tajně do lesa pro dříví, viděl, jak tělo sira Ezzelina hází maskovaný jezdec v noci, kdy zmizel, do jezera.

## Adaptace

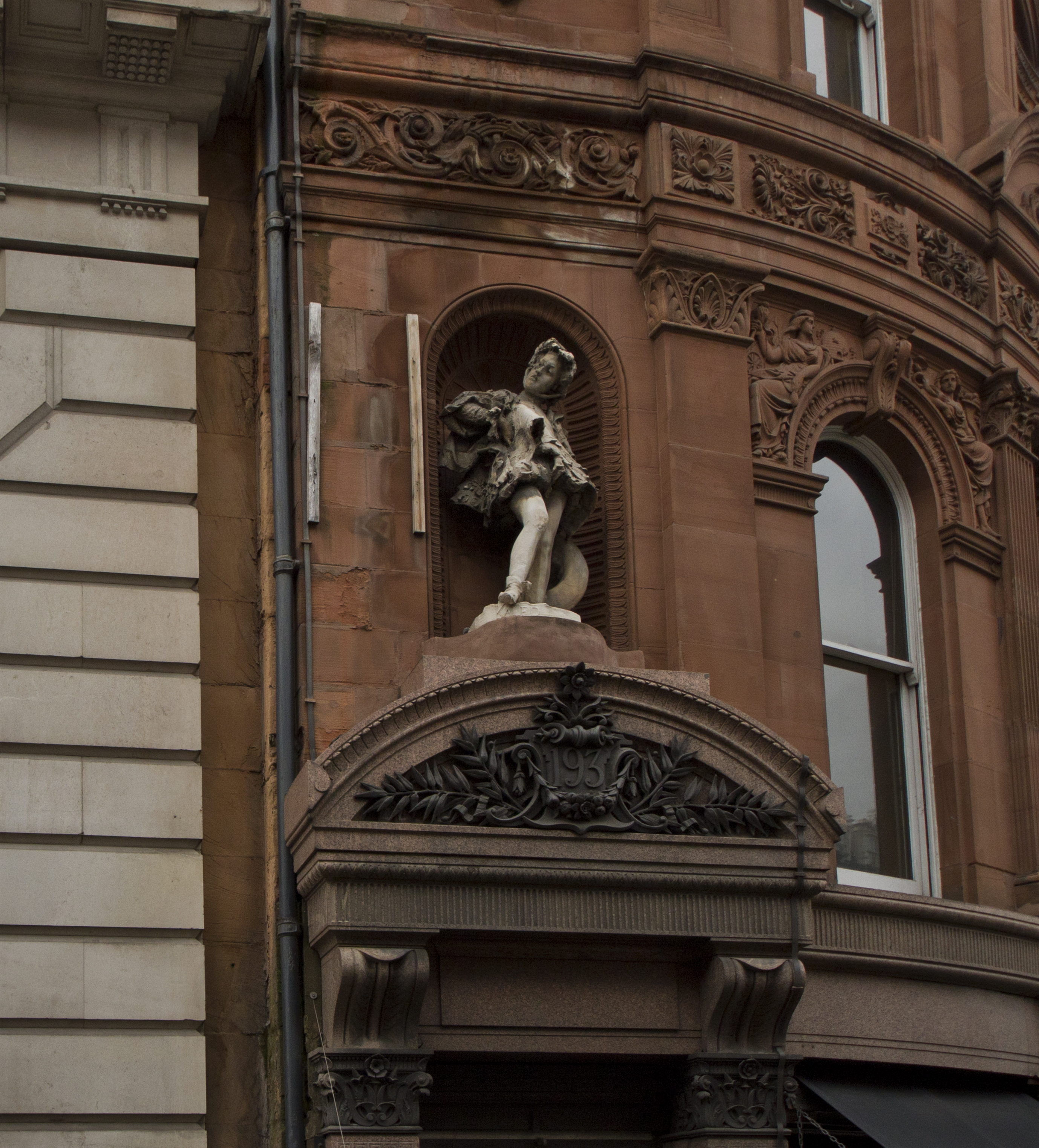
Socha Kaleda (asi 1873) od Giuseppa Grandiho

### Hudba
- Louis-Aimé Maillart: Lara (1864), francouzská opéra comique o třech jednáních, libreto Eugène Cormon a Michel Carré.[8]

### Výtvarné umění
Francouzský malíř Eugène Delacroix vytvořil podle poemy tři obrazy na téma Larovy smrti. První je z roku 1824, druhý vznikl mezi roky 1847–1848, a třetí je z roku 1854.
Kolem roku 1873 vytvořil italský sochař Giuseppe Grandi sochu Kaleda, která je umístěna v Londýně.

## Česká vydání
- Korsár; Lara: básnické povídky lorda Byrona. Překlad Čeněk Ibl. V Praze: Tiskem a nákladem dra. Ed. Grégra, 1885. 128 s. Poesie světová; 23. Dostupné online.
- Lara: báseň. Překlad František Tropp. V Praze: J. Otto, [1910]. 68 s. Světová knihovna; č. 766. Dostupné online.
- Lara: báseň. Překlad František Tropp. V Praze: J. Otto, [1926]. 68 s. Světová knihovna; č. 766.